# Der Nazi-Plan
Der Nazi-Plan – Der amerikanische Originalfilm von 1945 (Originaltitel: The Nazi Plan) ist ein vom U.S. Counsel for the Prosecution of Axis Criminality 1945 produzierter Dokumentarfilm, der aus deutschem Archivmaterial erstellt und im Nürnberger Hauptkriegsverbrecherprozess als Beweismittel der Anklage aufgeführt wurde.

## Entstehung und Aufführung
The Nazi Plan entstand aus einer unkommentierten Zusammenstellung von deutschen Wochenschauen und Filmberichten der Jahre 1921 bis 1944 (nach anderen Quellen: 1918 bis 1945) in Originalton und -sprache, z. T. mit später hinzugefügten englischen Untertiteln. Einen erheblichen Teil nimmt ein über 40 Minuten dauernder Ausschnitt aus Leni Riefenstahls Film Triumph des Willens über den NSDAP-Reichsparteitag 1934 ein. Der dokumentarische Zusammenschnitt wurde im Auftrag des U.S. Counsel for the Prosecution of Axis Criminality erstellt.
The Nazi Plan wurde im Nürnberger Hauptkriegsverbrecherprozess vor dem Internationalen Militärgerichtshof (International Military Tribunal) auf Antrag der Anklagebehörde der Vereinigten Staaten als Teil deren Beweisführung (Document 3054–PS, Exhibit US 167) am 11. Dezember 1945 in einer Länge von 194 Minuten im Gerichtssaal gezeigt.
Ziel war es, die NS-Propagandamaschinerie sowie die Kriegs- und Menschenrechtsverbrechen des Dritten Reichs aufzuzeigen. Der Film nimmt gemeinsam mit der ebenfalls als Beweismittel bei den Nürnberger Prozessen vorgeführten Dokumentation Nazi Concentration Camps eine filmgeschichtliche Sonderstellung ein, weil – soweit bekannt – erstmals bewegte Bilder als Beweismittel in einem Gerichtsverfahren eingesetzt wurden. Im Gegensatz zum Film Nazi Concentration Camps, nach dessen Aufführung bei allen Prozessbeteiligten eine große Betroffenheit herrschte, führte The Nazi Plan eher dazu, dass zumindest die Angeklagten sich eher positiv an die Zeit ihrer Herrschaft erinnerten.

## Der Film
Der Film enthält einen Vorspann, der vom genannten Commander Kellogg vorgelesen wird:
This film will not be shown to the general public without permission of the War Department
THE NAZI PLAN
Produced and Directed by Ray Kellogg, Commander U.S.N.R.
in Berlin Germany September – December 1945
Legal Supervision by James B. Donovan, Commander U.S.N.R.
Search Teams Commanded by Budd Schulberg, Lieutenant U.S.N.R.
Film Editors:
Robert Webb, Chief Petty Officer U.S.N.R.,
Robert Parrish, Chief Petty Officer U.S.N.R., 
John McLafferty
We are indebted to Col. Darryl F. Zanuck and Twentieth Century-Fox Film Corporation
For making this adapted English version possible. Office of the United States Chief of Counsel
A Twentieth Century Fox presentation.
Der Film unterteilt sich in vier Abschnitte:
Englischer Originaltitel:
- Part 1 – The Rise of The NSDAP, 1921 to 1933
- Part 2 – Acquiring Totalitarian Control Of Germany, 1933 to 1935
- Part 3 – Preparation For Wars of Aggression, 1935 to 1939
- Part 4 – Wars of Aggression, 1939 to 1944

Deutscher Titel:
- Teil 1 – Der Aufstieg der NSDAP
- Teil 2 – Die Erlangung der totalen Kontrolle über Deutschland, 1933–1935
- Teil 3 – Die Vorbereitung für Angriffskriege, 1935–1939
- Teil 4 – Angriffskriege 1939–1944

## Ausstrahlung in Deutschland

### Erstausstrahlung
Erst zum 60. Jahrestag des Endes der Nürnberger Prozesse wurde am 2. Oktober 2006 im Bayerischen Fernsehen die 194-minütige Dokumentation in kompletter Länge mit kritischen Anmerkungen und Kommentaren im Fernsehen mit Genehmigung des National Archives ausgestrahlt.
Zusätzlich wurde am unteren Bildrand:
dauerhaft eingeblendet.

### Weitere Veröffentlichungen
Der Film wurde am 5. November 2008 anlässlich des siebzigsten Jahrestages der Reichspogromnacht im Nienburger Kulturwerk e. V. in Nienburg/Weser der interessierten Öffentlichkeit und Schülern unter Moderation des ehemaligen Leiters der Stiftung niedersächsischer Gedenkstätten, Herrn Wilfried Wiedemann, gezeigt.

## Original-Filmkopien
Das Original des Films befindet sich heute in den National Archives in Washington, DC.
- Bundesarchiv – Filmarchiv, Berlin; 35 mm; dt. Version
- National Archives, Washington, DC; 35 mm; ARC 43451, dt. Version
- National Archives, Washington, DC: 194'; 35 mm; ARC 43454, engl. Version

## Trivia
The Nazi Plan diente als Grundlage für den Film „Nuremberg: Its Lesson for Today“.